# 梅子镇 (宁洱县)
梅子镇，是中华人民共和国云南省普洱市宁洱哈尼族彝族自治县下辖的一个乡镇级行政单位。
2012年12月28日，云南省人民政府批复同意撤销梅子乡，设立梅子镇。

## 行政区划
梅子镇下辖以下地区：
民乐村、民胜村、阿枧河村、宽裕村、建设村和永胜村。